# 薩拉曼加
薩拉曼加(Salamanga)是一個位於莫桑比克南部的市鎮。